# Ахмедов, Бурибай Ахмедович
Бурибай Ахмедович Ахмедов (12 августа 1924 года, Андижанская область — 15 мая 2002 года, Ташкент) — известный историк-востоковед и источниковед, доктор исторических наук, профессор, действительный член АН РУз, Заслуженный деятель науки Узбекской ССР (1989), лауреат Государственной премии имени Беруни, председатель Международного фонда Амира Темура.
Б. А. Ахмедов являлся почётным профессором Кембриджского и Индианского университетов; за свои научные заслуги был объявлен Правительством Киргизии в 1995 году Человеком года.

## Биография
Б. А. Ахмедов родился 12 августа 1924 года в кишлаке Карасу посёлка Кургантепа Андижанской области в семье дехканина. В 1942 году ушёл добровольцем во фронт и находился там до 1945 года, причём был 9 раз ранен.
Вернувшись на родину, он начал трудовую деятельность в кишлаке Карасу наборщиком типографии, затем редактором. В 1948—1953 годы учился на историческом отделении восточного факультета Среднеазиатского государственного университета (ныне Национальный университет Узбекистана). В 1953—1957 годы работал директором и учителем истории в сельской школе кишлака Карасу. В 1957—1960 годы учился в аспирантуре при Санкт-Петербургском государственном университете, где в 1961 году защитил кандидатскую диссертацию на тему «Государство кочевых узбеков при Абу-л-Хайр-хане», а в 1974 году — докторскую на тему «Балхские ханства в XVI — первой половине XVIII в.».
С 1960 года Б. А. Ахмедов работал на должностях научного сотрудника, учёного секретаря, заведующего отделом, главного научного сотрудника Института востоковедения им. Беруни АН Узбекистана. Одновременно читал курсы лекций по «Источниковедению» и «Государственному устройству феодальных ханств Средней Азии» в Ташкентском государственном институте востоковедения; был почётным профессором Кембриджского и Индианского университетов.
Б. А. Ахмедов внёс значительный вклад в развитие востоковедения и исторической науки. Он — автор более 300 монографических трудов, учебных пособий, брошюр, научных статьей. Многие его работы переведены на иностранные языки. Его перу принадлежат такие публикации, как «Море тайн» Махмуда ибн Вали, «История Балха», «Давлатшох Самарканди», «Историко-географическая литература Средней Азии XVI—XVIII вв.», «Амир Темур» и другие. Он был членом редколлегий и ответственным редактором большого количества трудов по различным аспектам истории Центральной Азии, членом ряда специализированных учёных советов. В течение многих лет он был членом редколлегий журналов «Общественные науки в Узбекистане», «Шарк юлдузи», «Мулокот», «Сирли олам», «Шарк машъали», «Шаркшунослик» и др. Будучи членом правлений обществ «Узбекистон тарихий ва маданий ёдгорликларини саклаш» («Сохранение памятников истории и культуры Узбекистана») и «Республика кадрият ва маънавият», он внёс заметный вклад в изучение богатого научного наследия узбекского народа.
Большое внимание уделял Б. А. Ахмедов подготовке высококвалифицированных кадров историков-востоковедов. Им подготовлены свыше 40 докторов и кандидатов наук. Его ученики успешно работают в странах постсоветского пространства, США, Англии и других странах, а также в правительственных учреждениях, институтах Академии наук РУз, высших учебных заведениях ряд городов Узбекистана.
Б. А. Ахмедов был организатором и участником многих республиканских, региональных, и иных форумов, в том числе традиционных «Бартольдских чтений» (Москва, 1984, 1987), а также международных конференций, посвящённой празднованию 660-летие со дня рождения Амира Темура (Париж, 1996). Он — кавалер многих орденов и медалей. В 1989 году ему было присвоено звание «Заслуженный деятель науки Узбекской ССР».
Б. А. Ахмедов скончался 12 мая 2002 года.

## Награды и звания
- Орден «За выдающиеся заслуги» (25 августа 1999 года) — за выдающиеся заслуги в развитии науки, образования, культуры, литературы, искусства, здравоохранения и спорта в республике, укреплении независимости нашей страны, за достойный вклад в развитие духовности народа, а также за сохранение мира и стабильности[2].
- Орден «Дружба» (25 августа 1994 года) — за самоотверженный труд, личный вклад в дело укрепления дружбы и взаимопонимания между представителями всех наций и народностей, населяющих Узбекистан[3].
- Заслуженный деятель науки Узбекской ССР (1989).